# 두학초등학교
두학초등학교는 대한민국 충청북도 제천시에 있는 공립 초등학교이다.

## 학교 연혁
- 1946년 10월 6일 두학공립국민학교 개교
- 1981년 3월 10일 병설유치원 개원
- 1987년 3월 1일 어상천국민학교 자작분교장 인수
- 1992년 3월 1일 자작분교장 통폐합
- 1992년 3월 1일 청암 특수학교 분리 독립 개교
- 2018년 9월 1일 제34대 안선민 교장 부임

## 참고 자료
- 두학초등학교 - 한국교육학술정보원 학교알리미